# Île des Pins
L'Île des Pins (canac: Kunié) és un municipi francès insular, situat a la col·lectivitat d'ultramar de Nova Caledònia. El 2009 tenia 1.969 habitants. Rep el seu nom per l'abundància de pins columnar (araucaria columnaris).
És també coneguda per les seves ruïnes prehistòriques: s'hi ha trobat ceràmica de la cultura lapita a l'indret anomenat Vatche, al poblat de Vao, d'abans de l'era cristiana, pintures rupestres i més de 400 túmuls funeraris al centre de l'illa, que no se sap si són fets per humans o naturals.

## Composició ètnica
- Europeus 4,9%
- Canacs 93,7%
- Polinèsics 0,7%
- D'altres, 0,7%

## Administració
| Període   | Identitat               | Partit           |
| --------- | ----------------------- | ---------------- |
| 1961-1968 | Guillaume Këwa Vendégou | Unió Caledoniana |
| 1968-1983 | Joseph Tikouré          |                  |
| 1983-1989 | Samuel Vendégou         |                  |
| 1989-     | Hilarion Vendégou       | RPCR             |

## Galeria d'imatges

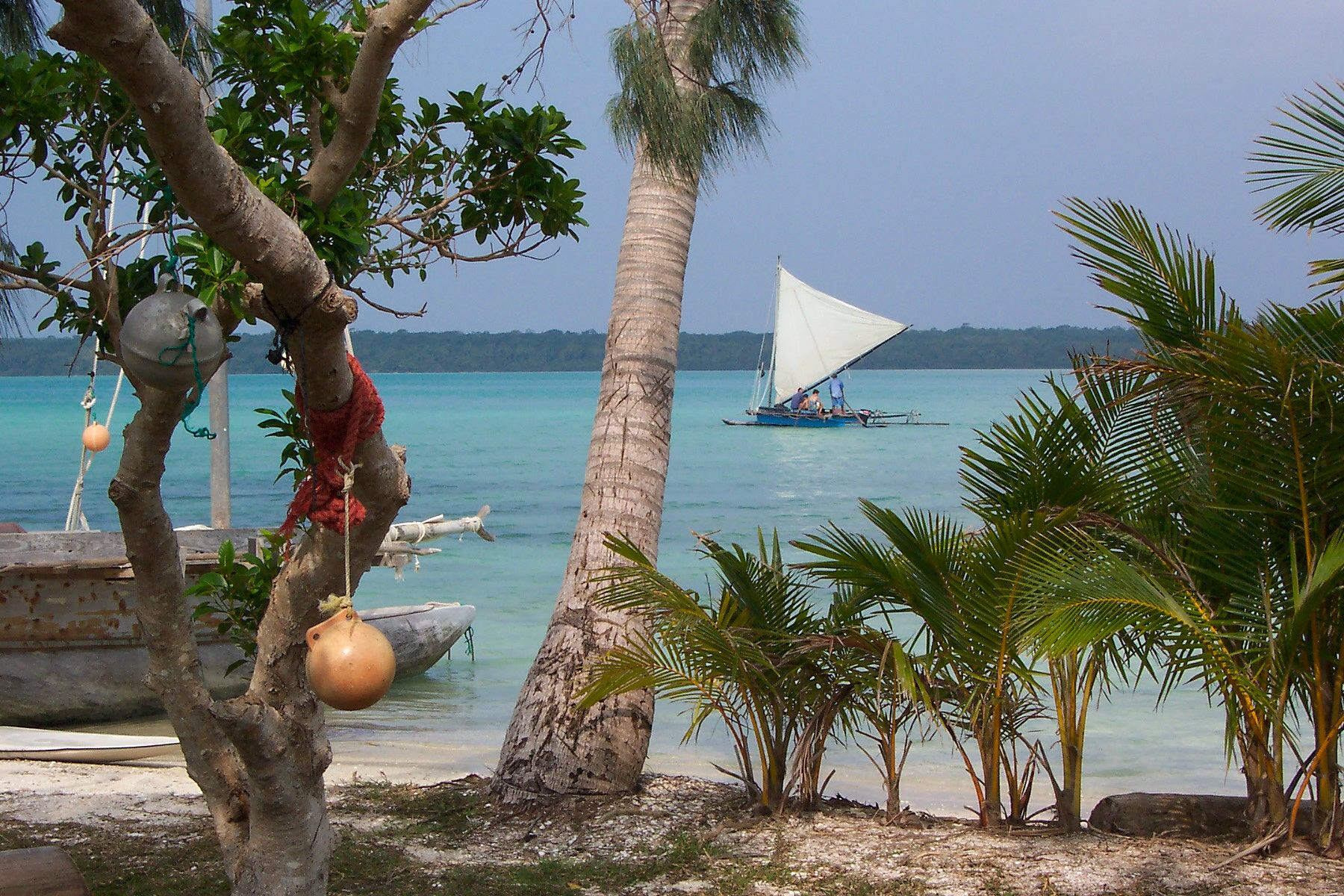
La badia de Saint Joseph
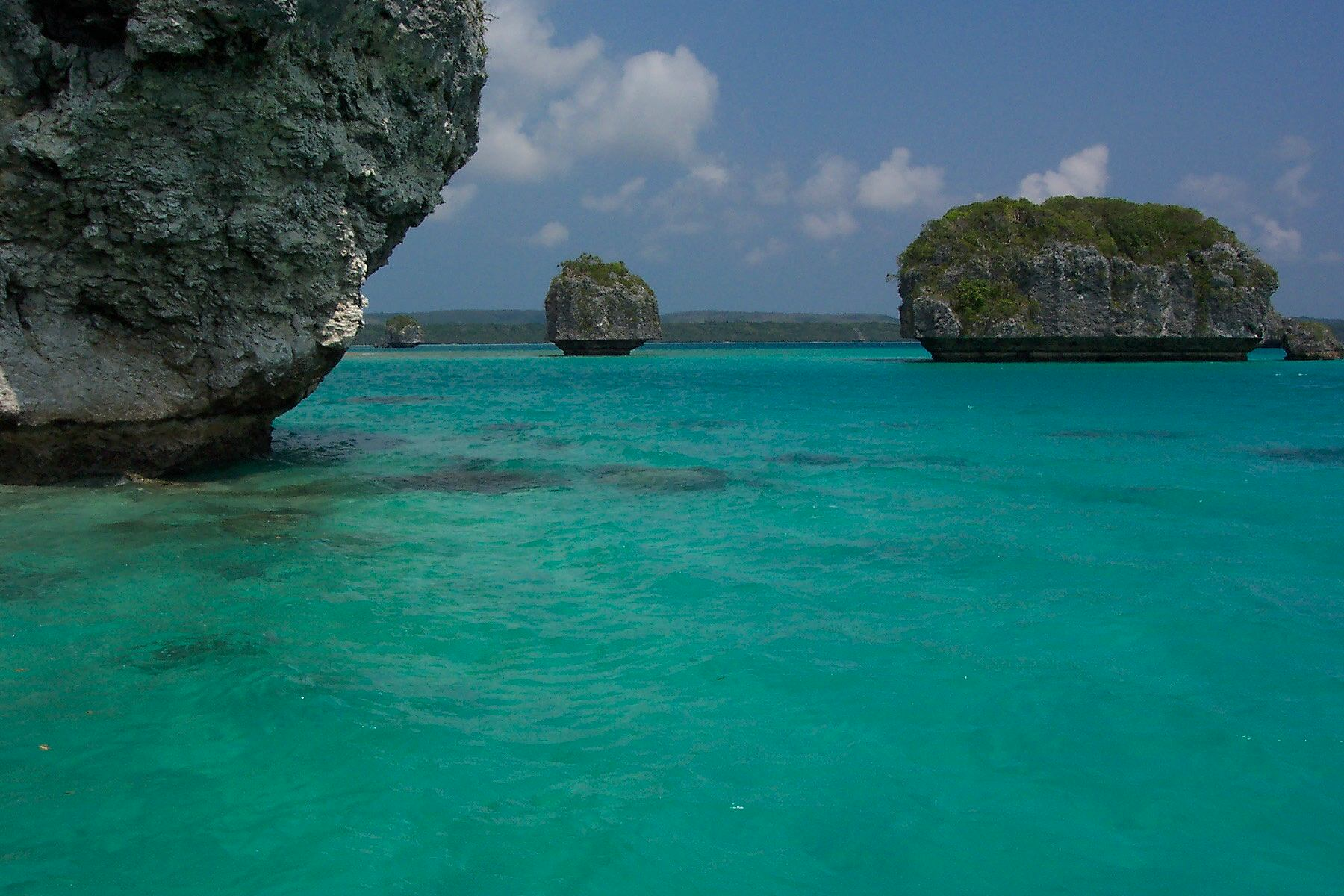
La badia d'Upi
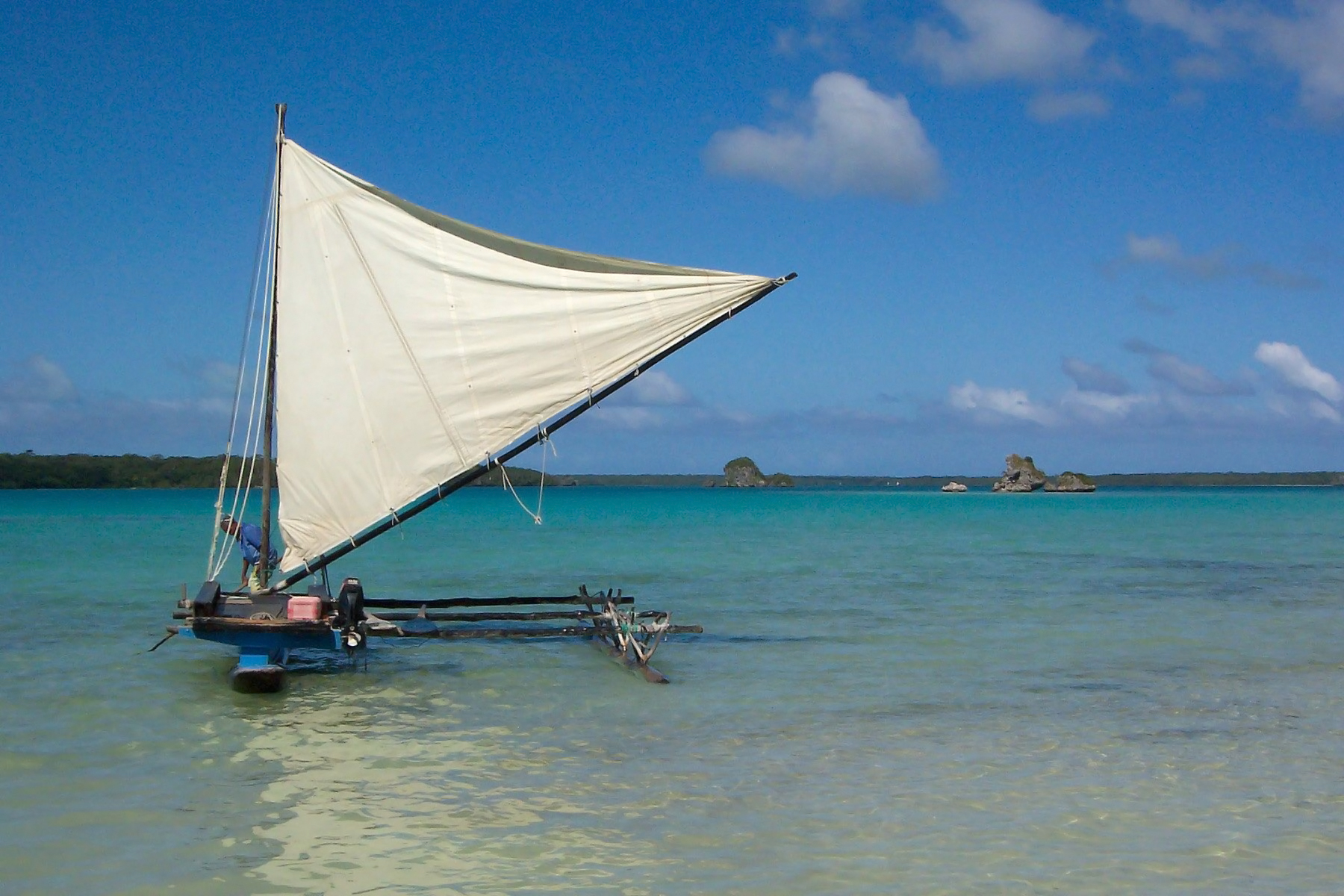
Piragua tradicional
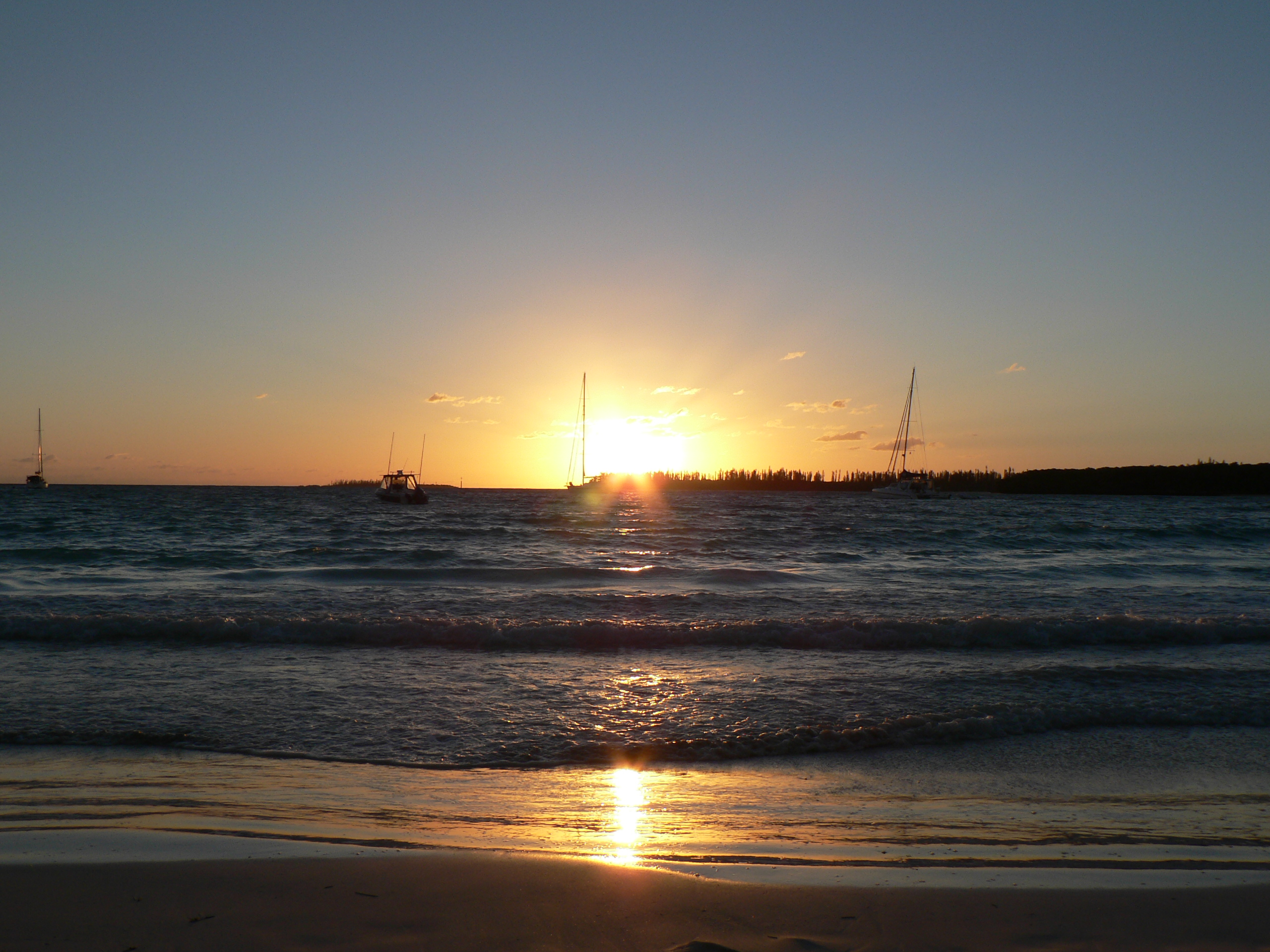
Posta de sol a la badia